# 万宝街道 (大庆市)
万宝街道是中华人民共和国黑龙江省大庆市萨尔图区下辖的一个街道办事处。

## 行政区划
万宝街道下辖以下村级行政区划单位：
万宝社区、万隆社区、上东九号社区、万兴社区。